# 坎頓 (緬因州)
坎頓（英語：Canton）是一個位於美國緬因州牛津縣的鎮。

## 人口
根據2020年美國人口普查的數據，坎頓的面積為78.99平方千米，當中陸地面積為75.42平方千米，而水域面積為3.57平方千米。當地共有人口1125人，而人口密度為每平方千米14人。